# El Tossalet (Hortoneda)
El Tossalet és una muntanya de 991,3 metres que es troba al municipi de la Conca de Dalt, a la comarca del Pallars Jussà, a l'antic terme d'Hortoneda de la Conca. Està situat a llevant d'Hortoneda, a la dreta de la llau de Catxí i a l'esquerra de la llau de Segan. És també al nord-est de Segalars.